# Cinquième district congressionnel de Californie
 (juin 2022).
La mise en forme du texte ne suit pas les recommandations de Wikipédia : il faut le « wikifier ».
Les points d'amélioration suivants sont les cas les plus fréquents :
- Les titres sont pré-formatés par le logiciel. Ils ne sont ni en capitales, ni en gras.
- Le texte ne doit pas être écrit en capitales (les noms de famille non plus), ni en gras, ni en italique, ni en « petit »…
- Le gras n'est utilisé que pour surligner le titre de l'article dans l'introduction, une seule fois.
- L'italique est rarement utilisé : mots en langue étrangère, titres d'œuvres, noms de bateaux, etc.
- Les citations ne sont pas en italique mais en corps de texte normal. Elles sont entourées par des guillemets français : « et ».
- Les listes à puces sont à éviter, des paragraphes rédigés étant largement préférés. Les tableaux sont à réserver à la présentation de données structurées (résultats, etc.).
- Les appels de note de bas de page (petits chiffres en exposant, introduits par l'outil «  Source ») sont à placer entre la fin de phrase et le point final[comme ça].
- Les liens internes (vers d'autres articles de Wikipédia) sont à choisir avec parcimonie. Créez des liens vers des articles approfondissant le sujet. Les termes génériques sans rapport avec le sujet sont à éviter, ainsi que les répétitions de liens vers un même terme.
- Les liens externes sont à placer uniquement dans une section « Liens externes », à la fin de l'article. Ces liens sont à choisir avec parcimonie suivant les règles définies. Si un lien sert de source à l'article, son insertion dans le texte est à faire par les notes de bas de page.
- La présentation des références doit suivre les conventions bibliographiques. Il est recommandé d'utiliser les modèles {{Ouvrage}}, {{Chapitre}}, {{Article}}, {{Lien web}} et/ou {{Bibliographie}}. Le mode d'édition visuel peut mettre en forme automatiquement les références.
- Insérer une infobox (cadre d'informations à droite) n'est pas obligatoire pour parachever la mise en page.

Pour une aide détaillée, merci de consulter Aide:Wikification.
Si vous pensez que ces points ont été résolus, vous pouvez retirer ce bandeau et améliorer la mise en forme d'un autre article.
Le 5e district congressionnel de Californie est un district situé en Californie.
Le district est situé dans le nord de la Vallée de San Joaquin et dans le centre de la Sierra Nevada. Le district comprend tous les comtés d'Amador, Calaveras, Tuolumne et Mariposa, l'ouest du Comté d'El Dorado et l'est des comtés de Stanislaus, Madera et Fresno. Les villes du district comprennent la plupart de Modesto, le nord de Turlock, le nord de Fresno, Oakdale, Hughson, Riverbank, Sonora, Jackson et Placerville. Il comprend également les census-designated place de Mariposa, le siège du Comté de Mariposa et El Dorado Hills. Il comprend également le Parc national de Yosemite et une partie du Parc national de Kings Canyon. Il est représenté par le Républicain Tom McClintock.
De 2013 à 2023, le district était situé dans la partie nord de la région de la baie de San Francisco, comprenant Santa Rosa, Vallejo et la majeure partie de la région viticole. Le district était représenté par Mike Thompson, un Démocrate.

## Géographie
| #   | Comté      | Siège       | Population |
| --- | ---------- | ----------- | ---------- |
| 5   | Amador     | Jackson     | 41 811     |
| 9   | Calaveras  | San Andreas | 46 565     |
| 17  | El Dorado  | Placerville | 192 215    |
| 19  | Fresno     | Fresno      | 1 017 162  |
| 39  | Madera     | Madera      | 162 858    |
| 43  | Mariposa   | Mariposa    | 19 919     |
| 99  | Stanislaus | Modesto     | 551 430    |
| 109 | Tuolumne   | Sonora      | 54 204     |

### Villes et census-designated places de 10 000 personnes ou plus
- Fresno - 542 107
- Modesto - 218 464
- Turlock - 72 740
- El Dorado Hills - 50 547
- Riverbank - 24 865
- Oakdale - 23 181
- Cameron Park - 19 171
- Salida - 13 886
- Diamond Springs - 11 345
- Placerville - 10 747

### Villes de 2500 à 10 000 personnes
- Waterford - 9120
- Hughson - 7481
- Oakhurst - 5945
- Rancho Calaveras - 5590
- Ione - 5141
- Yosemite Lakes - 5022
- Jackson - 5019
- Sonora - 5003
- Denair - 4865
- Shingle Springs - 4660
- Phoenix Lake - 4264
- Coarsegold - 4144
- Valley Springs - 3779
- Angels - 3667
- Jamestown - 3478
- Copperopolis - 3400
- Arnold - 3288
- North Folk - 3250
- Auberry - 3238
- Mono Vista - 3236
- East Oakdale - 3201
- San Andreas - 2994
- Pine Grove - 2891
- Sutter Creek - 2646
- Pine Mountain Lake - 2636
- Buckhorn - 2597
- Columbia - 2577

## Historique de vote
John Kerry a remporté le district en 2004 avec 61,1 % des votes. Le district à glissé encore plus dans le giron démocrate en 2008 quand Barack Obama l'a remporté avec 69,62 % des votes alors même que John McCain a obtenu 28,40 %.
| Année | Poste      | Résultats                      |
| ----- | ---------- | ------------------------------ |
| 1992  | Président  | Clinton 50,9 % - 31,1 %        |
| 1992  | Sénateur   | Feinstein 59,8 % - 32,6 %      |
| 1992  | Sénateur   | Boxer 55,2 % - 35,3 %          |
| 1994  | Gouverneur | Brown (en) 48,6 % - 47,2 %     |
| 1996  | Président  | Clinton 57,1 % - 33,8 %        |
| 2000  | Président  | Gore 57,1 % - 37,0 %           |
| 2000  | Sénateur   | Feinstein 61,6 % - 31,1 %      |
| 2002  | Gouverneur | Davis 50,4 % - 35,3 %          |
| 2003  | Recall,    | Non 50,4 % - 49,6 %            |
| 2003  | Recall,    | Schwarzenegger 43,1 % - 35,4 % |
| 2004  | Président  | Kerry 61,1 % - 37,9 %          |
| 2004  | Sénateur   | Boxer 68,3 % - 27,5 %          |
| 2006  | Gouverneur | Schwarzenegger 49,6 % - 43,8 % |
| 2006  | Sénateur   | Feinstein 66,7 % - 27,1 %      |
| 2008  | Président  | Barack Obama 69,5 % - 28,4 %   |
| 2010  | Gouverneur | Brown 68,1 % - 27,1 %          |
| 2010  | Sénateur   | Boxer 62,2 % - 33,3 %          |
| 2012  | Président  | Obama 69,7 % - 27,4 %          |
| 2012  | Sénateur   | Feinstein 72,5 % - 27,5 %      |
| 2014  | Gouverneur | Brown 72,6 % - 27,4 %          |
| 2016  | Président  | Clinton 69,4 % - 22,2 %        |
| 2016  | Sénateur   | Harris 73,0 % - 27 %           |
| 2018  | Gouverneur | Newsom 70,0 % - 30,0 %         |
| 2018  | Sénateur   | Feinstein 56,3 % - 43,7 %      |
| 2020  | Président  | Biden 72,4 %- 25,3 %           |
| 2021  | Recall     | Non 72,0 % - 28,0 %            |
| 2022  | Sénat      | Meuser 60,3 % - 39,7 %         |
| 2022  | Gouverneur | Dahle 62,7 % - 37,3 %          |

## Liste des Représentants du district
| Membre                        | Parti                   | Années                              | Congrès        | Histoire électorale | Zone géographique |
| ----------------------------- | ----------------------- | ----------------------------------- | -------------- | --- | --- |
| District créée le 4 mars 1885 |                         |                                     |                | | |
| Charles N. Felton (en)        | Républicain             | 4 mars 1885 - 3 mars 1889           | 49e, 50e       | Élu en 1884. Réélu en 1886. Retrait. | 1885–1893 San Francisco, San Mateo, Santa Clara, Santa Cruz                                                                      |
| Thomas J. Clunie (en)         | Démocrate               | 4 mars 1889 - 3 mars 1891           | 51e            | Élu en 1888. Retrait. | 1885–1893 San Francisco, San Mateo, Santa Clara, Santa Cruz                                                                      |
| Eugene F. Loud (en)           | Républicain             | 4 mars 1891 - 3 mars 1903           | 52e - 57e      | Élu en 1890. Réélu en 1892. Réélu en 1894. Réélu en 1896. Réélu en 1898. Réélu en 1900. Perds sa réélection. | 1885–1893 San Francisco, San Mateo, Santa Clara, Santa Cruz                                                                      |
| Eugene F. Loud (en)           | Républicain             | 4 mars 1891 - 3 mars 1903           | 52e - 57e      | Élu en 1890. Réélu en 1892. Réélu en 1894. Réélu en 1896. Réélu en 1898. Réélu en 1900. Perds sa réélection. | 1893–1913 San Francisco, San Mateo, Santa Clara                                                                                  |
| William J. Wynn (en)          | Démocrate - Union Labor | 4 mars 1903 - 3 mars 1905           | 58e            | Élu en 1902. Perds sa réélection. | |
| Everis A. Hayes (en)          | Républicain             | 4 mars 1905 - 3 mars 1913           | 59e - 62e      | Élu en 1904. Réélu en 1906. Réélu en 1908. Réélu en 1910. Redécoupage vers le 8e district. | |
| John I. Nolan (en)            | Républicain             | 4 mars 1913 - 18 novembre 1922      | 63e - 67e      | Élu en 1912. Réélu en 1914. Réélu en 1916. Réélu en 1918. Réélu en 1920. Réélu en 1922. Décès. | 1913–1967 San Francisco |
| Vacant                        | Vacant                  | 18 novembre 1922 - 23 janvier 1923  |                | | 1913–1967 San Francisco |
| Mae Nolan                     | Républicain             | 23 janvier 1923 - 3 mars 1925       | 67e, 68e       | Élue pour terminer le mandat de son mari. Retrait. | 1913–1967 San Francisco |
| Lawrence J. Flaherty (en)     | Républicain             | 4 mars 1925 - 13 juin 1926          | 69e            | Élu en 1924. Décès. | 1913–1967 San Francisco |
| Vacant                        | Vacant                  | 13 juin 1926 - 31 août 1926         |                | | 1913–1967 San Francisco |
| Richard J. Welch (en)         | Républicain             | 31 août 1926 - 10 septembre 1949    | 69e - 81e      | Élu pour terminer le mandat de Flaherty. Réélu en 1928. Réélu en 1930. Réélu en 1932. Réélu en 1934. Réélu en 1936. Réélu en 1938. Réélu en 1940. Réélu en 1942. Réélu en 1944. Réélu en 1946. Réélu en 1948. Décès. | 1913–1967 San Francisco |
| Vacant                        | Vacant                  | 10 septembre 1949 - 8 novembre 1949 |                | | 1913–1967 San Francisco |
| John F. Shelley               | Démocrate               | 8 novembre 1949 - 7 janvier 1964    | 81e - 88e      | Élu pour terminer le mandat de Welch. Réélu en 1950. Réélu en 1952. Réélu en 1954. Réélu en 1956. Réélu en 1958. Réélu en 1960. Réélu en 1962. Démissionne pour devenir Maire de San Francisco.                      | 1913–1967 San Francisco |
| Vacant                        | Vacant                  | 7 janvier 1964 - 18 février 1964    |                | | 1913–1967 San Francisco |
| Phillip Burton                | Démocrate               | 18 février 1964 - 3 janvier 1975    | 88-9388e - 93e | Élu pour terminer le mandat de Shelley. Réélu en 1964. Réélu en 1966. Réélu en 1968. Réélu en 1970. Réélu en 1972. Redécoupage vers le 6e district.                                                                  | 1913–1967 San Francisco |
| Phillip Burton                | Démocrate               | 18 février 1964 - 3 janvier 1975    | 88-9388e - 93e | Élu pour terminer le mandat de Shelley. Réélu en 1964. Réélu en 1966. Réélu en 1968. Réélu en 1970. Réélu en 1972. Redécoupage vers le 6e district.                                                                  | Est de San Francisco |
| John Burton (en)              | Démocrate               | 3 janvier 1975 - 3 janvier 1983     | 94e - 97e      | Redécoupage depuis le 6e district et réélu en 1974. Réélu en 1976. Réélu en 1978. Réélu en 1980. Retrait. | 1975–1983 Marin, Nord-ouest de San Francisco                                                                                     |
| Phillip Burton                | Démocrate               | 3 janvier 1983 - 10 avril 1983      | 98e            | Redécoupage depuis le 6e district et réélu en 1982. Décès. | 1983–1993 Ouest de San Francisco                                                                                                 |
| Vacant                        | Vacant                  | 10 avril 1983 - 21 juin 1983        |                | | 1983–1993 Ouest de San Francisco                                                                                                 |
| Sala Burton                   | Démocrate               | 21 juin 1983 - 1er février 1987     | 98e - 100e     | Élue pour terminer le mandat de son mari. Réélue en 1984. Réélue en 1986. Décès. | 1983–1993 Ouest de San Francisco                                                                                                 |
| Vacant                        | Vacant                  | 1er février 1987 - 2 juin 1987      |                | | 1983–1993 Ouest de San Francisco                                                                                                 |
| Nancy Pelosi                  | Démocrate               | 2 juin 1987 - 3 janvier 1993        | 100e - 102e    | Élue pour terminer le mandat de Burton. Réélue en 1988. Réélue en 1990. Redécoupage vers le 8e district. | 1983–1993 Ouest de San Francisco                                                                                                 |
| Bob Matsui                    | Démocrate               | 3 janvier 1993 - 1er janvier 2005   | 103e - 108e    | Redécoupage depuis le 3e district et réélu en 1992. Réélu en 1994. Réélu en 1996. Réélu en 1998. Réélu en 2000. Réélu en 2002. Réélu en 2004, mais décède avant le début de son mandat.                              | 1993–2003 Sacramento(ville de Sacramento)                                                                                        |
| Bob Matsui                    | Démocrate               | 3 janvier 1993 - 1er janvier 2005   | 103e - 108e    | Redécoupage depuis le 3e district et réélu en 1992. Réélu en 1994. Réélu en 1996. Réélu en 1998. Réélu en 2000. Réélu en 2002. Réélu en 2004, mais décède avant le début de son mandat.                              | 2003–2013 Sacramento(ville de Sacramento)                                                                                        |
| Vacant                        | Vacant                  | 1er janvier 2005 - 8 mars 2005      |                | | |
| Doris Matsui                  | Démocrate               | 8 mars 2005 - 3 janvier 2013        | 109e - 112e    | Élue pour terminer le mandat de son mari. Réélu en 2006. Réélu en 2008. Réélu en 2010. Redécoupage vers le 6e district.                                                                                              | |
| Mike Thompson                 | Démocrate               | 3 janvier 2013 - 3 janvier 2023     | 113e - 117e    | Redécoupage depuis le 1er district et réélu en 2012. Réélu en 2014. Réélu en 2016. Réélu en 2018. Réélu en 2020. Redécoupage vers le 4e district.                                                                    | 2013–2023 Zone de North Bay incluant Napa, Santa Rosa et Vallejo                                                                 |
| Tom McClintock                | Républicain             | 3 janvier 2023 - Présent            | 118e - 119e    | Redécoupage depuis le 4e district et réélu en 2022. Réélu en 2024. | 2023–Présent Comtés de Amador, Calaveras, Tuolumne, Mariposa, partie ouest d'El Dorado, partie est Stanislaus, Madera et Fresno. |

## Résultats des récentes élections
Voici les résultats des dix précédents cycles électoraux dans le district.

### 2002
| Élection de 2002 du 5e district congressionnel de Californie | Élection de 2002 du 5e district congressionnel de Californie | Élection de 2002 du 5e district congressionnel de Californie | Élection de 2002 du 5e district congressionnel de Californie | Élection de 2002 du 5e district congressionnel de Californie |
| ------------------------------------------------------------ | ------------------------------------------------------------ | ------------------------------------------------------------ | ------------------------------------------------------------ | ------------------------------------------------------------ |
| Parti                                                        | Parti                                                        | Candidat                                                     | Votes                                                        | %                                                            |
|                                                              | Démocrate                                                    | Robert Matsui (sortant)                                      | 90 697                                                       | 70,9 %                                                       |
|                                                              | Républicain                                                  | Richard Frankhuizen                                          | 33 313                                                       | 26,1 %                                                       |
|                                                              | Libertarien                                                  | Timothy E. Roloff                                            | 3923                                                         | 3,0 %                                                        |
| Total des votes                                              | Total des votes                                              | Total des votes                                              | 189 717                                                      | 100 %                                                        |
|                                                              | Les Démocrates conservent                                    |                                                              |                                                              |                                                              |

### 2004
| Élection de 2004 du 5e district congressionnel de Californie | Élection de 2004 du 5e district congressionnel de Californie | Élection de 2004 du 5e district congressionnel de Californie | Élection de 2004 du 5e district congressionnel de Californie | Élection de 2004 du 5e district congressionnel de Californie |
| ------------------------------------------------------------ | ------------------------------------------------------------ | ------------------------------------------------------------ | ------------------------------------------------------------ | ------------------------------------------------------------ |
| Parti                                                        | Parti                                                        | Candidat                                                     | Votes                                                        | %                                                            |
|                                                              | Démocrate                                                    | Robert Matsui (sortant)                                      | 138 004                                                      | 71,4 %                                                       |
|                                                              | Républicain                                                  | Mike Dugas                                                   | 45 120                                                       | 23,4 %                                                       |
|                                                              | Vert                                                         | Pat Driscoll                                                 | 6 593                                                        | 3,4 %                                                        |
|                                                              | Paix et Liberté                                              | John C. Reiger                                               | 3 670                                                        | 1,8 %                                                        |
| Total des votes                                              | Total des votes                                              | Total des votes                                              | 193 387                                                      | 100 %                                                        |
|                                                              | Les Démocrates conservent                                    |                                                              |                                                              |                                                              |

### 2005 (Spéciale)
Le Représentant sortant Robert Matsui est décédé le 1er janvier 2005. Lors d'une élection spéciale tenue le 8 mars 2005 pour combler la vacance, la femme de Matsui, Doris, remporte le siège avec presque 68 % des votes. Elle a prêté serment le 10 mars 2005.
| Élection Spéciale de 2005 du 5e district congressionnel de Californie | Élection Spéciale de 2005 du 5e district congressionnel de Californie | Élection Spéciale de 2005 du 5e district congressionnel de Californie | Élection Spéciale de 2005 du 5e district congressionnel de Californie | Élection Spéciale de 2005 du 5e district congressionnel de Californie |
| --------------------------------------------------------------------- | --------------------------------------------------------------------- | --------------------------------------------------------------------- | --------------------------------------------------------------------- | --------------------------------------------------------------------- |
| Parti                                                                 | Parti                                                                 | Candidat                                                              | Votes                                                                 | %                                                                     |
|                                                                       | Démocrate                                                             | Doris Matsui                                                          | 56 175                                                                | 67,65 %                                                               |
|                                                                       | Démocrate                                                             | Julie Padilla                                                         | 7 158                                                                 | 8,62 %                                                                |
|                                                                       | Républicain                                                           | John Flynn                                                            | 6 559                                                                 | 7,90 %                                                                |
|                                                                       | Républicain                                                           | Serge Chernay                                                         | 3 742                                                                 | 4,51 %                                                                |
|                                                                       | Républicain                                                           | Michael O'Brien                                                       | 2 591                                                                 | 3,12 %                                                                |
|                                                                       | Républicain                                                           | Shane Singh                                                           | 1 753                                                                 | 2,11 %                                                                |
|                                                                       | Républicain                                                           | Bruce Stevens                                                         | 1 124                                                                 | 1,35 %                                                                |
|                                                                       | Vert                                                                  | Pat Driscoll                                                          | 976                                                                   | 1,18 %                                                                |
|                                                                       | Indépendant                                                           | Leonard Padilla                                                       | 916                                                                   | 1,10 %                                                                |
|                                                                       | Démocrate                                                             | Charles Pineda                                                        | 659                                                                   | 0,79 %                                                                |
|                                                                       | Libertarien                                                           | Gale Morgan                                                           | 451                                                                   | 0,54 %                                                                |
|                                                                       | Paix et Liberté                                                       | John Reiger                                                           | 286                                                                   | 0,34 %                                                                |
|                                                                       | Démocrate                                                             | Lara Shapiro (write-in)                                               | 6                                                                     | 0,01 %                                                                |
| Votes invalides ou blancs                                             | Votes invalides ou blancs                                             | Votes invalides ou blancs                                             | 637                                                                   | 0,77 %                                                                |
| Total des votes                                                       | Total des votes                                                       | Total des votes                                                       | 83 033                                                                | 100 %                                                                 |
| Participation                                                         | Participation                                                         | Participation                                                         |                                                                       | 27,72 %                                                               |
|                                                                       | Les Démocrates conservent                                             |                                                                       |                                                                       |                                                                       |

### 2006
| Élection de 2006 du 5e district congressionnel de Californie | Élection de 2006 du 5e district congressionnel de Californie | Élection de 2006 du 5e district congressionnel de Californie | Élection de 2006 du 5e district congressionnel de Californie | Élection de 2006 du 5e district congressionnel de Californie |
| ------------------------------------------------------------ | ------------------------------------------------------------ | ------------------------------------------------------------ | ------------------------------------------------------------ | ------------------------------------------------------------ |
| Parti                                                        | Parti                                                        | Candidat                                                     | Votes                                                        | %                                                            |
|                                                              | Démocrate                                                    | Doris Matsui (sortante)                                      | 89 119                                                       | 70,7 %                                                       |
|                                                              | Républicain                                                  | Xiaochin Claire Yan                                          | 29 824                                                       | 23,7 %                                                       |
|                                                              | Vert                                                         | Jeff Kravitz                                                 | 5 394                                                        | 4,3 %                                                        |
|                                                              | Paix et Liberté                                              | John C. Reiger                                               | 1 716                                                        | 1,3 %                                                        |
| Total des votes                                              | Total des votes                                              | Total des votes                                              | 126 053                                                      | 100 %                                                        |
|                                                              | Les Démocrates conservent                                    |                                                              |                                                              |                                                              |

### 2008
| Élection de 2008 du 5e district congressionnel de Californie | Élection de 2008 du 5e district congressionnel de Californie | Élection de 2008 du 5e district congressionnel de Californie | Élection de 2008 du 5e district congressionnel de Californie | Élection de 2008 du 5e district congressionnel de Californie |
| ------------------------------------------------------------ | ------------------------------------------------------------ | ------------------------------------------------------------ | ------------------------------------------------------------ | ------------------------------------------------------------ |
| Parti                                                        | Parti                                                        | Candidat                                                     | Votes                                                        | %                                                            |
|                                                              | Démocrate                                                    | Doris Matsui (sortante)                                      | 164 242                                                      | 74,3 %                                                       |
|                                                              | Républicain                                                  | Paul A. Smith                                                | 46 002                                                       | 20,9 %                                                       |
|                                                              | Paix et Liberté                                              | L. R. Roberts                                                | 10 731                                                       | 4,8 %                                                        |
|                                                              | Indépendant                                                  | David B. Lynch (write-in)                                    | 180                                                          | 0,0 %                                                        |
| Total des votes                                              | Total des votes                                              | Total des votes                                              | 221 155                                                      | 100 %                                                        |
|                                                              | Les Démocrates conservent                                    |                                                              |                                                              |                                                              |

### 2010
| Élection de 2010 du 5e district congressionnel de Californie | Élection de 2010 du 5e district congressionnel de Californie | Élection de 2010 du 5e district congressionnel de Californie | Élection de 2010 du 5e district congressionnel de Californie | Élection de 2010 du 5e district congressionnel de Californie |
| ------------------------------------------------------------ | ------------------------------------------------------------ | ------------------------------------------------------------ | ------------------------------------------------------------ | ------------------------------------------------------------ |
| Parti                                                        | Parti                                                        | Candidat                                                     | Votes                                                        | %                                                            |
|                                                              | Démocrate                                                    | Doris Matsui (sortante)                                      | 124 220                                                      | 72,0 %                                                       |
|                                                              | Républicain                                                  | Paul A. Smith                                                | 43 577                                                       | 25,0 %                                                       |
|                                                              | Paix et Liberté                                              | Gerald Allen Frink                                           | 4 594                                                        | 3,0 %                                                        |
| Total des votes                                              | Total des votes                                              | Total des votes                                              | 172 391                                                      | 100 %                                                        |
|                                                              | Les Démocrates conservent                                    |                                                              |                                                              |                                                              |

### 2012
| Élection de 2012 du 5e district congressionnel de Californie | Élection de 2012 du 5e district congressionnel de Californie | Élection de 2012 du 5e district congressionnel de Californie | Élection de 2012 du 5e district congressionnel de Californie | Élection de 2012 du 5e district congressionnel de Californie |
| ------------------------------------------------------------ | ------------------------------------------------------------ | ------------------------------------------------------------ | ------------------------------------------------------------ | ------------------------------------------------------------ |
| Parti                                                        | Parti                                                        | Candidat                                                     | Votes                                                        | %                                                            |
|                                                              | Démocrate                                                    | Mike Thompson (sortant)                                      | 202 872                                                      | 74,5 %                                                       |
|                                                              | Républicain                                                  | Randy Loftin                                                 | 69 545                                                       | 25,5 %                                                       |
| Total des votes                                              | Total des votes                                              | Total des votes                                              | 272 417                                                      | 100 %                                                        |
|                                                              | Les Démocrates conservent                                    |                                                              |                                                              |                                                              |

### 2014
| Élection de 2014 du 5e district congressionnel de Californie | Élection de 2014 du 5e district congressionnel de Californie | Élection de 2014 du 5e district congressionnel de Californie | Élection de 2014 du 5e district congressionnel de Californie | Élection de 2014 du 5e district congressionnel de Californie |
| ------------------------------------------------------------ | ------------------------------------------------------------ | ------------------------------------------------------------ | ------------------------------------------------------------ | ------------------------------------------------------------ |
| Parti                                                        | Parti                                                        | Candidat                                                     | Votes                                                        | %                                                            |
|                                                              | Démocrate                                                    | Mike Thompson (sortant)                                      | 129 613                                                      | 75,7 %                                                       |
|                                                              | Indépendant                                                  | James Hinton                                                 | 41 535                                                       | 24,3 %                                                       |
| Total des votes                                              | Total des votes                                              | Total des votes                                              | 171 148                                                      | 100 %                                                        |
|                                                              | Les Démocrates conservent                                    |                                                              |                                                              |                                                              |

### 2016
| Élection de 2016 du 5e district congressionnel de Californie | Élection de 2016 du 5e district congressionnel de Californie | Élection de 2016 du 5e district congressionnel de Californie | Élection de 2016 du 5e district congressionnel de Californie | Élection de 2016 du 5e district congressionnel de Californie |
| ------------------------------------------------------------ | ------------------------------------------------------------ | ------------------------------------------------------------ | ------------------------------------------------------------ | ------------------------------------------------------------ |
| Parti                                                        | Parti                                                        | Candidat                                                     | Votes                                                        | %                                                            |
|                                                              | Démocrate                                                    | Mike Thompson (sortant)                                      | 224 526                                                      | 76,9 %                                                       |
|                                                              | Républicain                                                  | Carlos Santamaria                                            | 67 565                                                       | 23,1 %                                                       |
| Total des votes                                              | Total des votes                                              | Total des votes                                              | 292 091                                                      | 100 %                                                        |
|                                                              | Les Démocrates conservent                                    |                                                              |                                                              |                                                              |

### 2018
| Élection de 2018 du 5e district congressionnel de Californie | Élection de 2018 du 5e district congressionnel de Californie | Élection de 2018 du 5e district congressionnel de Californie | Élection de 2018 du 5e district congressionnel de Californie | Élection de 2018 du 5e district congressionnel de Californie |
| ------------------------------------------------------------ | ------------------------------------------------------------ | ------------------------------------------------------------ | ------------------------------------------------------------ | ------------------------------------------------------------ |
| Parti                                                        | Parti                                                        | Candidat                                                     | Votes                                                        | %                                                            |
|                                                              | Démocrate                                                    | Mike Thompson (sortant)                                      | 205 860                                                      | 78,9 %                                                       |
|                                                              | Indépendant                                                  | Anthony Mills                                                | 55 158                                                       | 21,1 %                                                       |
| Total des votes                                              | Total des votes                                              | Total des votes                                              | 261 018                                                      | 100 %                                                        |
|                                                              | Les Démocrates conservent                                    |                                                              |                                                              |                                                              |

### 2020
| Élection de 2020 du 5e district congressionnel de Californie | Élection de 2020 du 5e district congressionnel de Californie | Élection de 2020 du 5e district congressionnel de Californie | Élection de 2020 du 5e district congressionnel de Californie | Élection de 2020 du 5e district congressionnel de Californie |
| ------------------------------------------------------------ | ------------------------------------------------------------ | ------------------------------------------------------------ | ------------------------------------------------------------ | ------------------------------------------------------------ |
| Parti                                                        | Parti                                                        | Candidat                                                     | Votes                                                        | %                                                            |
|                                                              | Démocrate                                                    | Mike Thompson (sortant)                                      | 271 233                                                      | 76,1 %                                                       |
|                                                              | Républicain                                                  | Scott Giblin                                                 | 85 227                                                       | 23,9 %                                                       |
| Total des votes                                              | Total des votes                                              | Total des votes                                              | 356 460                                                      | 100 %                                                        |
|                                                              | Les Démocrates conservent                                    |                                                              |                                                              |                                                              |

### 2022
La Californie a tenu sa Primaire Jungle le 5 mars 2024, selon ce système de Primaire, tous les candidats sont sur le même bulletin de vote, et les deux arrivés en tête s'affronteront le jour de l'Élection Générale, à savoir le 5 novembre 2024.
| Primaire Jungle 2022 du 5e district congressionnel de Californie | Primaire Jungle 2022 du 5e district congressionnel de Californie | Primaire Jungle 2022 du 5e district congressionnel de Californie | Primaire Jungle 2022 du 5e district congressionnel de Californie | Primaire Jungle 2022 du 5e district congressionnel de Californie |
| ---------------------------------------------------------------- | ---------------------------------------------------------------- | ---------------------------------------------------------------- | ---------------------------------------------------------------- | ---------------------------------------------------------------- |
| Parti                                                            | Parti                                                            | Candidat                                                         | Votes                                                            | %                                                                |
|                                                                  | Républicain                                                      | Tom McClintock (sortant)                                         | 87 010                                                           | 45,4                                                             |
|                                                                  | Démocrate                                                        | Mike Barkley                                                     | 64 285                                                           | 33,6                                                             |
|                                                                  | Républicain                                                      | Nathan Magsig                                                    | 25 299                                                           | 13,2                                                             |
|                                                                  | Indépendant                                                      | Steve Wozniak                                                    | 6045                                                             | 3,2                                                              |
|                                                                  | Républicain                                                      | David Main                                                       | 5927                                                             | 3,1                                                              |
|                                                                  | Républicain                                                      | Kelsten Obert                                                    | 2864                                                             | 1,5                                                              |

| Élection de 2022 du 5e district congressionnel de Californie | Élection de 2022 du 5e district congressionnel de Californie | Élection de 2022 du 5e district congressionnel de Californie | Élection de 2022 du 5e district congressionnel de Californie | Élection de 2022 du 5e district congressionnel de Californie |
| ------------------------------------------------------------ | ------------------------------------------------------------ | ------------------------------------------------------------ | ------------------------------------------------------------ | ------------------------------------------------------------ |
| Parti                                                        | Parti                                                        | Candidat                                                     | Votes                                                        | %                                                            |
|                                                              | Républicain                                                  | Tom McClintock (sortant)                                     | 173 524                                                      | 61,3                                                         |
|                                                              | Démocrate                                                    | Mike Barkley                                                 | 109 506                                                      | 38,7                                                         |
| Total des votes                                              | Total des votes                                              | Total des votes                                              | 283 030                                                      | 100%                                                         |
|                                                              | Les Républicains prennent aux Démocrates                     |                                                              |                                                              |                                                              |

### 2024
| Primaire Jungle 2024 du 5e district congressionnel de Californie | Primaire Jungle 2024 du 5e district congressionnel de Californie | Primaire Jungle 2024 du 5e district congressionnel de Californie | Primaire Jungle 2024 du 5e district congressionnel de Californie | Primaire Jungle 2024 du 5e district congressionnel de Californie |
| ---------------------------------------------------------------- | ---------------------------------------------------------------- | ---------------------------------------------------------------- | ---------------------------------------------------------------- | ---------------------------------------------------------------- |
| Parti                                                            | Parti                                                            | Candidat                                                         | Votes                                                            | %                                                                |
|                                                                  | Républicain                                                      | Tom McClintock (sortant)                                         | 118 958                                                          | 58,5                                                             |
|                                                                  | Démocrate                                                        | Mike Barkley                                                     | 66 680                                                           | 32,8                                                             |
|                                                                  | Indépendant                                                      | Steve Wozniak                                                    | 17 636                                                           | 8,7                                                              |

| Élection de 2024 du 5e district congressionnel de Californie | Élection de 2024 du 5e district congressionnel de Californie | Élection de 2024 du 5e district congressionnel de Californie | Élection de 2024 du 5e district congressionnel de Californie | Élection de 2024 du 5e district congressionnel de Californie |
| ------------------------------------------------------------ | ------------------------------------------------------------ | ------------------------------------------------------------ | ------------------------------------------------------------ | ------------------------------------------------------------ |
| Parti                                                        | Parti                                                        | Candidat                                                     | Votes                                                        | %                                                            |
|                                                              | Républicain                                                  | Tom McClintock (sortant)                                     | 227 643                                                      | 61,8                                                         |
|                                                              | Démocrate                                                    | Mike Barkley                                                 | 140 919                                                      | 38,2                                                         |
| Total des votes                                              | Total des votes                                              | Total des votes                                              | 368 562                                                      | 100%                                                         |
|                                                              | Les Républicains conservent                                  |                                                              |                                                              |                                                              |